# Halgehausen

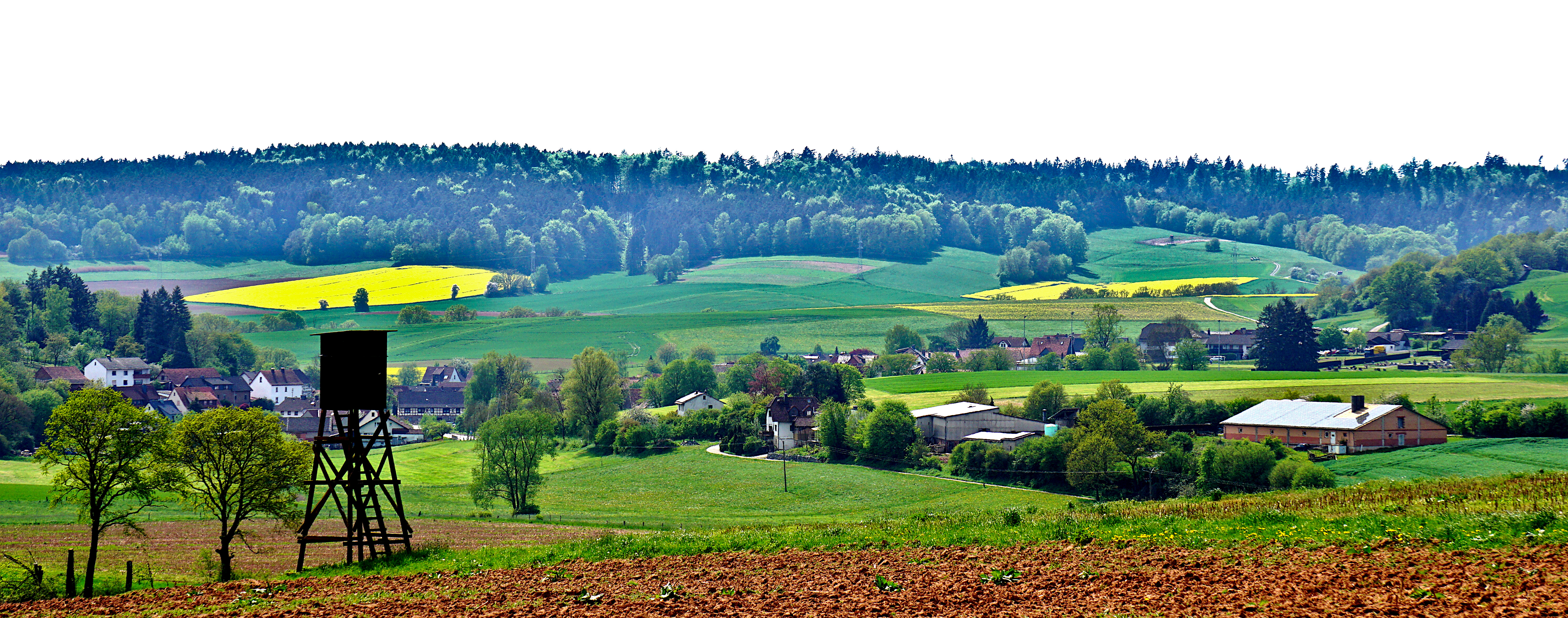
Blick auf Halgehausen

Halgehausen ist ein Ortsteil der Gemeinde Haina (Kloster) im nordhessischen Landkreis Waldeck-Frankenberg. Der Ort liegt im Kellerwald westlich des Kernortes, an der Schweinfe.

## Geschichte

### Ortsgeschichte
Die Erwähnung des Ortes unter dem Namen Hadologehusun in einer Urkunde des Klosters Haina mit der Datierung 1144 wird als Fälschung angesehen. Als älteste bekannte und gesicherte Erwähnung als Hadeloghusen gilt die Urkunde des Klosters Haina aus dem Jahr 1214.
Im Jahre 1358 bestand Halgehausen aus nur einem Gutshof.
Hessische Gebietsreform (1970–1977)
Im Zuge der Gebietsreform in Hessen wurde die damals selbstständige Gemeinde Halgehausen zum 1. Juli 1971, freiwillig mit fünf weiteren Gemeinden, in die Gemeinde Haina/Kloster (damalige Schreibweise) als Ortsteil eingegliedert. Für Halgehausen wurde wie für die übrigen Ortsteile von Haina (Kloster) ein Ortsbezirk mit Ortsbeirat und Ortsvorsteher nach der Hessischen Gemeindeordnung eingerichtet. Als Verwaltungssitz wurde der Ortsteil Haina/Kloster bestimmt.

### Bevölkerung
Einwohnerstruktur 2011
Nach den Erhebungen des Zensus 2011 lebten am Stichtag dem 9. Mai 2011 in Halgehausen 309 Einwohner. Darunter waren keine Ausländer. Nach dem Lebensalter waren 45 Einwohner unter 18 Jahren, 132 waren zwischen 18 und 49, 75 zwischen 50 und 64 und 57 Einwohner waren älter. Die Einwohner lebten in 105 Haushalten. Davon waren 21 Singlehaushalte, 33 Paare ohne Kinder und 45 Paare mit Kindern, sowie 6 Alleinerziehende und 3 Wohngemeinschaften. In 18 Haushalten lebten ausschließlich Senioren und in 66 Haushaltungen lebten keine Senioren.
Einwohnerentwicklung
| Halgehausen: Einwohnerzahlen von 1834 bis 2019 | Halgehausen: Einwohnerzahlen von 1834 bis 2019 | Halgehausen: Einwohnerzahlen von 1834 bis 2019 | Halgehausen: Einwohnerzahlen von 1834 bis 2019 | Halgehausen: Einwohnerzahlen von 1834 bis 2019 |
| --- | ---------------------------------------------- | ---------------------------------------------- | ---------------------------------------------- | ---------------------------------------------- |
| Jahr |                                                |                                                |                                                | Einwohner                                      |
| 1834 | 1834                                           |                                                | 214                                            | 214                                            |
| 1840 | 1840                                           |                                                | 235                                            | 235                                            |
| 1846 | 1846                                           |                                                | 242                                            | 242                                            |
| 1852 | 1852                                           |                                                | 228                                            | 228                                            |
| 1858 | 1858                                           |                                                | 220                                            | 220                                            |
| 1864 | 1864                                           |                                                | 230                                            | 230                                            |
| 1871 | 1871                                           |                                                | 239                                            | 239                                            |
| 1875 | 1875                                           |                                                | 222                                            | 222                                            |
| 1885 | 1885                                           |                                                | 249                                            | 249                                            |
| 1895 | 1895                                           |                                                | 282                                            | 282                                            |
| 1905 | 1905                                           |                                                | 254                                            | 254                                            |
| 1910 | 1910                                           |                                                | 280                                            | 280                                            |
| 1925 | 1925                                           |                                                | 264                                            | 264                                            |
| 1939 | 1939                                           |                                                | 301                                            | 301                                            |
| 1946 | 1946                                           |                                                | 477                                            | 477                                            |
| 1950 | 1950                                           |                                                | 454                                            | 454                                            |
| 1956 | 1956                                           |                                                | 374                                            | 374                                            |
| 1961 | 1961                                           |                                                | 354                                            | 354                                            |
| 1967 | 1967                                           |                                                | 344                                            | 344                                            |
| 1980 | 1980                                           |                                                | ?                                              | ?                                              |
| 1990 | 1990                                           |                                                | ?                                              | ?                                              |
| 2000 | 2000                                           |                                                | ?                                              | ?                                              |
| 2011 | 2011                                           |                                                | 309                                            | 309                                            |
| 2019 | 2019                                           |                                                | 291                                            | 291                                            |
| Datenquelle: Historisches Gemeindeverzeichnis für Hessen: Die Bevölkerung der Gemeinden 1834 bis 1967. Wiesbaden: Hessisches Statistisches Landesamt, 1968. Weitere Quellen: LAGIS; Gemeinde Haina (Kloster); Zensus 2011 |                                                |                                                |                                                |                                                |

Religionszugehörigkeit
| • 1895: | 249 evangelische (= 100 %) Einwohner                              |
| • 1961: | 312 evangelische (= 88,14 %), 29 katholische (= 8,19 %) Einwohner |

## Persönlichkeiten
- Helius Eobanus Hessus (1488–1540), Humanist, geboren in Halgehausen
- Ingrid Wölk (* 1953), Historikerin und Archivarin, geboren in Halgehausen
- Reinhold Kroll (1955–2010), Astrophysiker, geboren in Halgehausen